# Смаилов, Джумадил
Джумадил Смаилов, другой вариант — Джумадилде Смайлов (каз.  Жұмаділдә Смайлов ; 1893 год — 1971 год) — заведующий конефермой колхоза «Талапты» Шаульдерского района Южно-Казахстанской области, Казахская ССР. Герой Социалистического Труда (1948). Происходит из подрода мангытай рода котенши племени конырат.
В 1948 году удостоен звания Героя Социалистического Труда «за получение высокой продуктивности животноводства в 1947 году при выполнении колхозом обязательных поставок сельскохозяйственных продуктов и плана развития животноводства».
Награды
- Герой Социалистического Труда — указом Президиума Верховного Совета СССР 23 июля 1948 года
- Орден Ленина